# Cattedrale dei Santi Ilario e Taziano
Il duomo di Gorizia, il cui nome ufficiale è Cattedrale metropolitana dei Santi Ilario e Taziano Martiri, è il principale luogo di culto cattolico della città di Gorizia, in Friuli-Venezia Giulia, sede vescovile dell'omonima arcidiocesi metropolitana.

## Storia

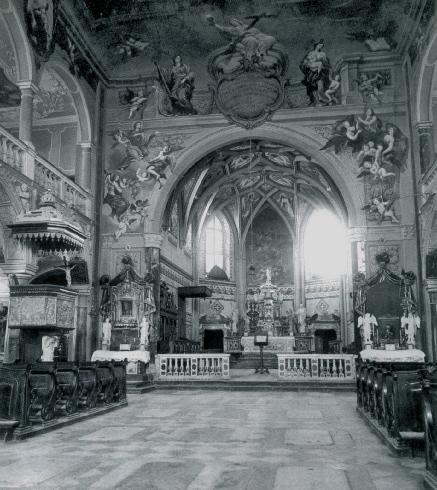
L'interno del duomo nei primi decenni del Novecento

Nei primi secoli della sua storia, dopo il 1001, almeno dal punto di vista religioso, Gorizia dipendeva dalla pieve di Salcano, allora Castrum Syliganum, oggi Solkan, sobborgo di Nova Gorica in Slovenia. Questo villaggio era probabilmente erede di una postazione romana, usata poi lungo tutto il Medioevo; a sua volta la pieve faceva capo al Patriarcato di Aquileia. Con l'aumento delle prerogative di Gorizia, che da “villa” com'era citata nel 1001, otteneva il diritto di tenere un mercato settimanale nel 1210 e poi i diritti cittadini nel 1307, si accrebbe anche l'importanza ecclesiastica dell'insediamento. Dal XIII secolo Salcano aveva un vicario che si occupava di Gorizia, nel 1398 fu eretta vicino al castello la chiesa di Santo Spirito, nel ‘400 si cominciò a parlare di una plebs de Salcan alias Goricia, nel 1455 fu istituita la parrocchia dei Santi Ilario e Taziano, per arrivare alla fine del secolo, quando i documenti riportano plebs de Goritia. Si poneva a questo punto il problema di una sede degna di tutte queste cariche: si scelse un terreno a sud dell'odierna piazza Cavour, che allora si chiamava del Comune, il quale si affacciava appunto su questa piazza, ed ospitava anche il già citato mercato settimanale. Su tale terreno – già di proprietà ecclesiastica – non sorse, a dire il vero, un solo edificio, ma, secondo la definizione di Sergio Tavano, “ una vera costellazione di edifici di culto”. Di questi, il principale era quello dedicato a Sant'Ilario, secondo vescovo d'Aquileia e martire. Di tale edificio non molto si sa, eccetto che doveva trovarsi là dov'è l'odierno presbiterio, che esisteva già nel 1314 e che nel 1342 il patriarca Bertrando concedeva ad Alberto II conte di Gorizia di costruirci un altare. A fianco di questa chiesa sorse nel 1365 una cappella dedicata a Sant'Anna, di cui si conserva poco perché fu in parte abbattuta nel 1866 per far posto a una strada.

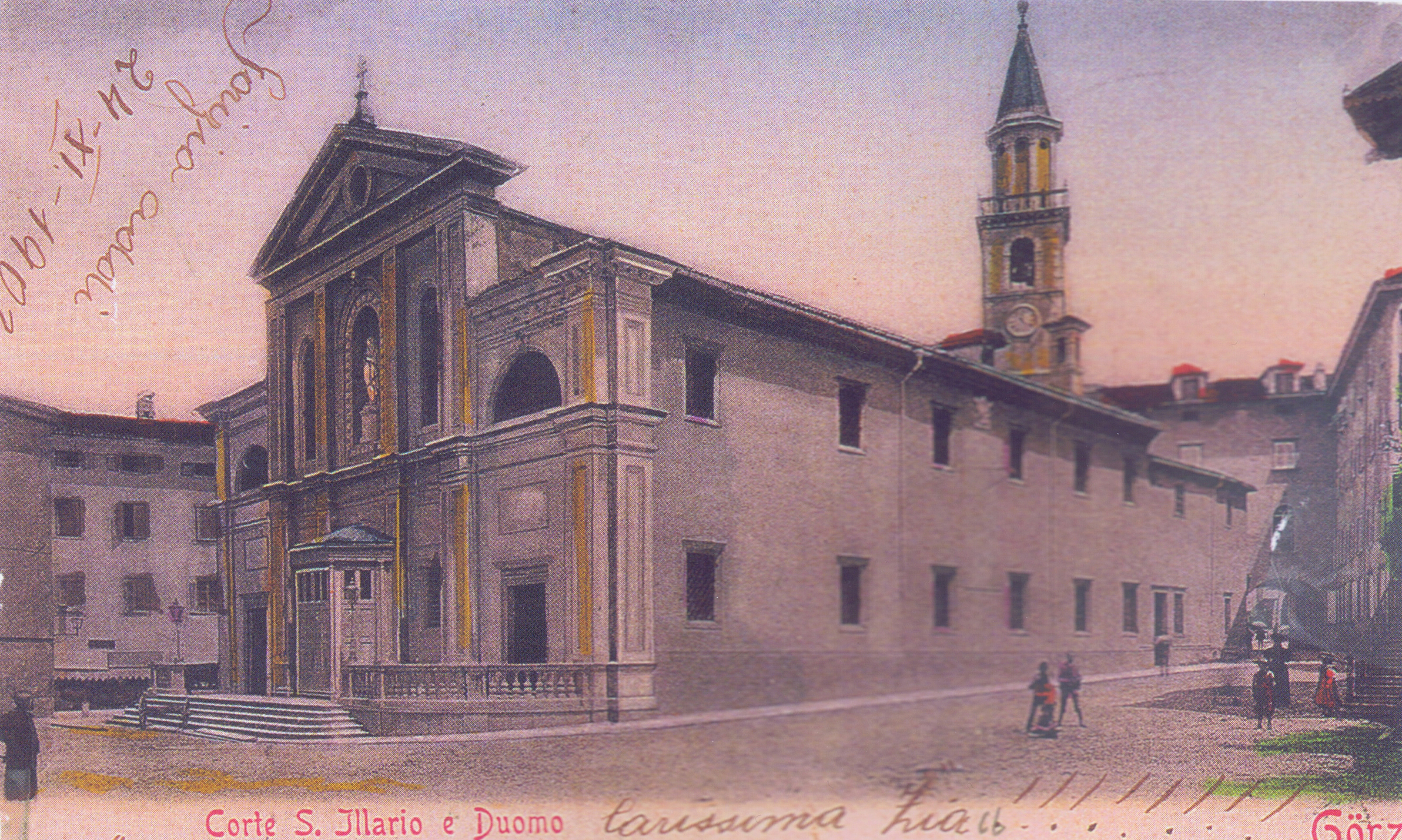
La cattedrale nel 1902

Nel 1471 fu costruita, probabilmente su interessamento della potente famiglia von Graben, la cappella di Sant'Acazio, la parte che meglio si è conservata. Nel 1497 fu posto il cenotafio dell'ultimo conte di Gorizia, Leonardo, che sarebbe poi morto a Lienz e lì è tuttora seppellito. Il XVI secolo si aprì col passaggio della città agli Asburgo. La diffusione del protestantesimo, che minacciava la Chiesa goriziana, rese necessari provvedimenti: nel 1571 Gorizia divenne arcidiaconato. Tra il 1682 e il 1702 la chiesa subì un radicale rifacimento in senso barocco: in particolare fu Giulio Quaglio a firmare una serie di affreschi che andarono poi perduti nel corso della I Guerra Mondiale. Nel 1751 Gorizia divenne, in seguito allo smantellamento del Patriarcato, sede arcivescovile. Parte del tesoro aquileiese passò a quello di Gorizia, che ne fu enormemente arricchito. Il numero di altari, soprattutto per effetto delle donazioni delle famiglie nobili, si accrebbe. Nella prima guerra mondiale subì gravi danni: venne riconsegnata al culto nel 1928, come ricorda una targa all'esterno, con le forme attuali.

## Descrizione

### Esterno

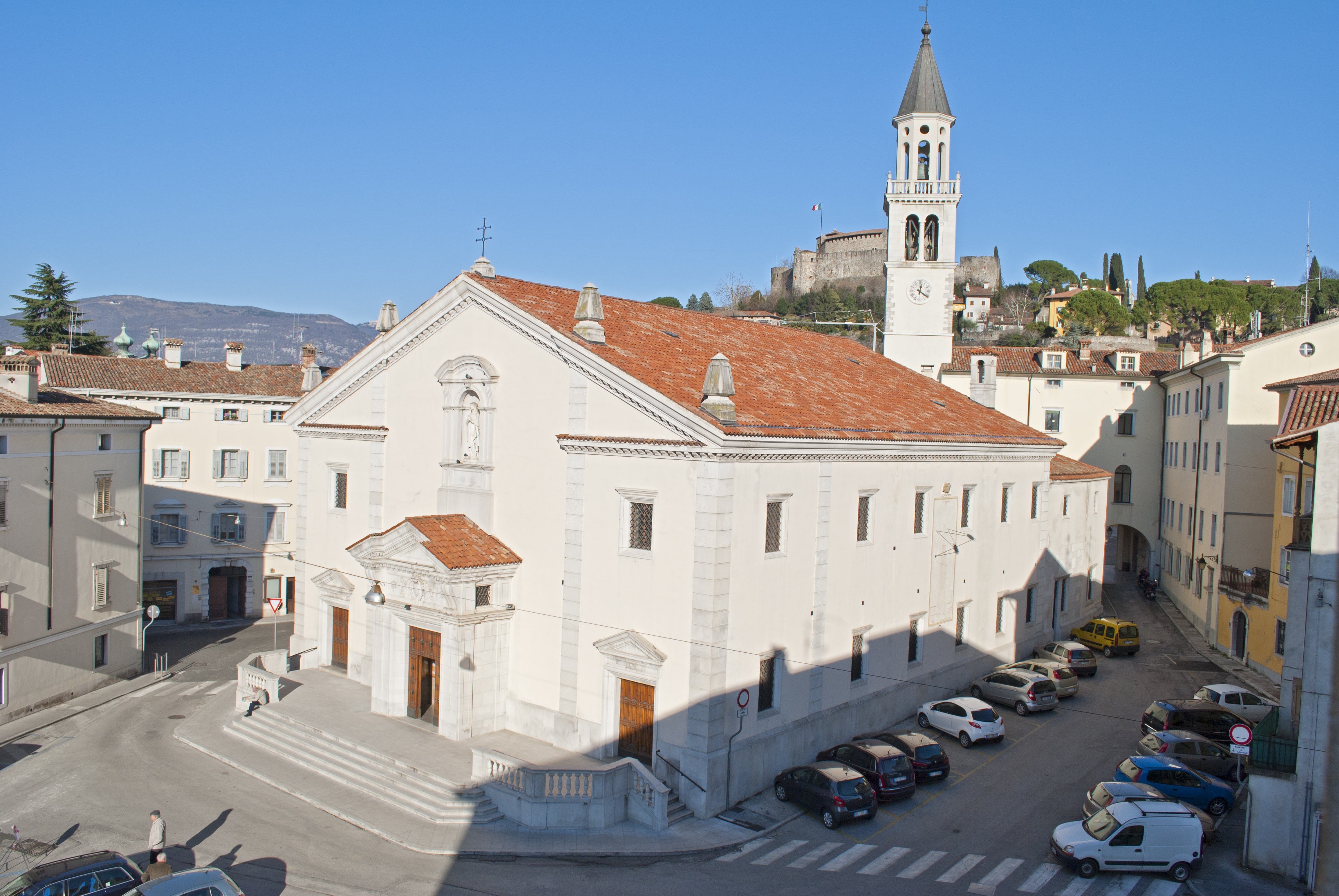
Esterno

L'esterno attuale del Duomo è in buona parte su progetto di Emilio Karaman, che si ispirò a Max Fabiani: i lavori si conclusero nel 1924. Il campanile fu costruito nel ‘500, ed era originariamente ricoperto da una cupola, rimpiazzata appena nel 1865 dall'attuale cuspide piramidale. Intorno al 1920 la cella campanaria fu aperta con bifore. La facciata è a capanna, con uno spezzone di timpano. Il portale centrale è sormontato da due lesene. Sopra, una mensola con una statua della Madonna risalente al 1887. 

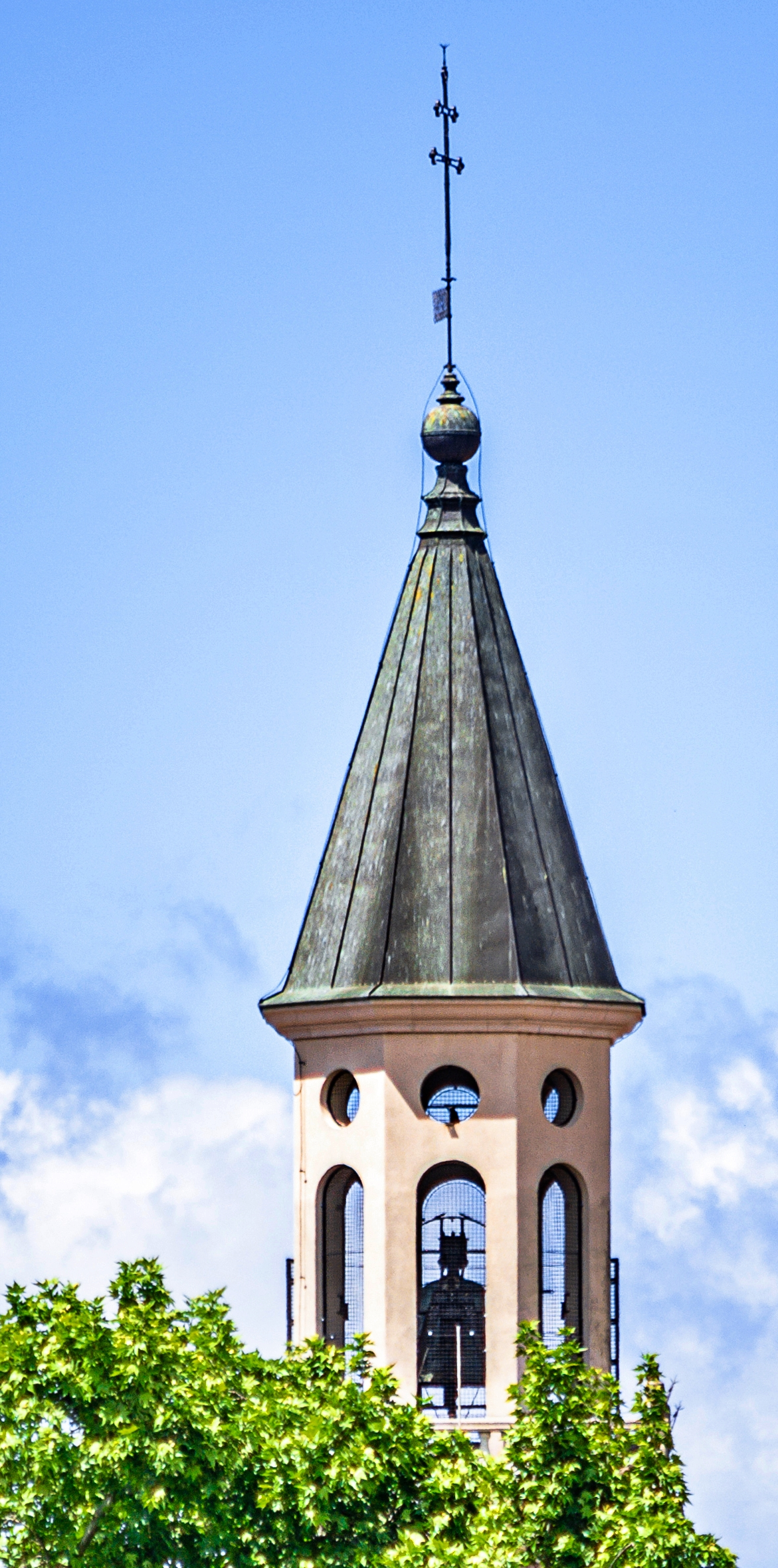
Veduta del campanile

Sulla sommità del tetto spunta una croce a due bracci, affiancata da due obelischi tronchi. A fianco del portale centrale, due entrate secondarie. In tutti i casi, i battenti sono in legno, e ospitano i protomi dei dodici Apostoli, in bronzo. Sul lato meridionale dell'edificio spiccano un Angelo con cartiglio, del 1471, e una meridiana, scolpita da Giuseppe Barzellini nel 1778; su quello settentrionale, che dà su via Marconi, una lapide ricorda il restauro dell'edificio nel primo dopoguerra.

### Interno

#### Navata centrale

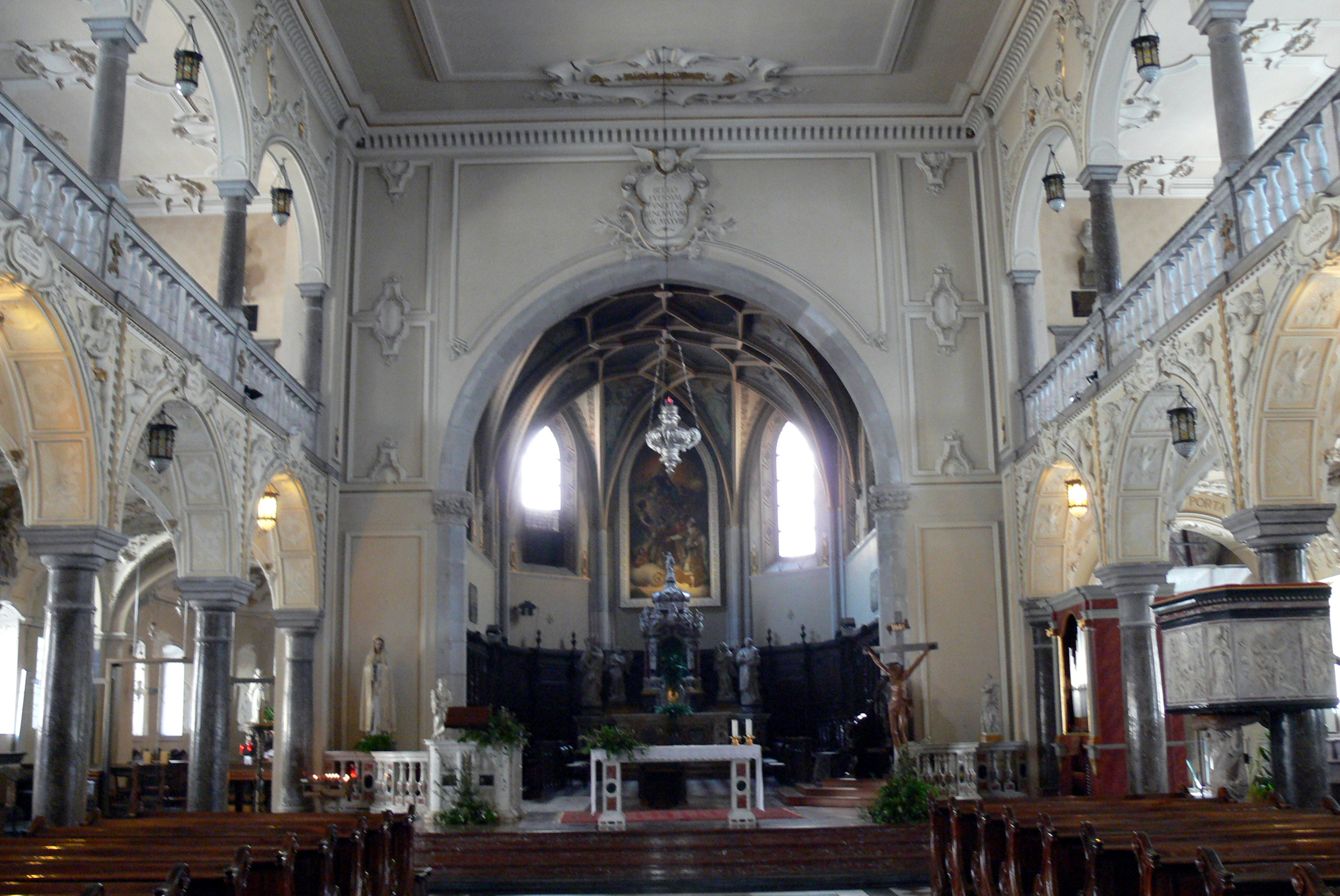
Interno

Una campata ricoperta di stucchi accoglie chi entra nella chiesa; a sinistra si vedono, incisi in oro su marmo nero, tutti i nomi degli arcivescovi di Gorizia. Le navate presentano stucchi più semplici della campata; molti stucchi sono in realtà cornici di affreschi che non scamparono alla guerra. L'ampiezza degli spazi tra le colonne conferisce all'ambiente una luminosità che contrasta invece con l'oscurità delle parti più antiche (gotiche) della chiesa. Nella navata centrale trova posto il pulpito: un cronogramma, nascosto nella scritta “ Largo ILLustrIssIMae nobILItatIs Dono “ ci informa che risale al 1711, e fu eretto su volere della nobiltà cittadina. Inizialmente attribuito a Pasquale Lazzarini (che ha lavorato ad altre opere nell'edificio) è oggi, da alcuni studi ascritto ad Angelo De Putti, allievo del padovano Orazio Marinali e padovano egli stesso. Sul pulpito, rilievi in marmo raffigurano, tra gli altri, i santi Gregorio, Agostino, Ambrogio e Girolamo nonché Santa Teresa d'Avila, Santa Maria Maddalena, Sant'Agnese.

#### Presbiterio

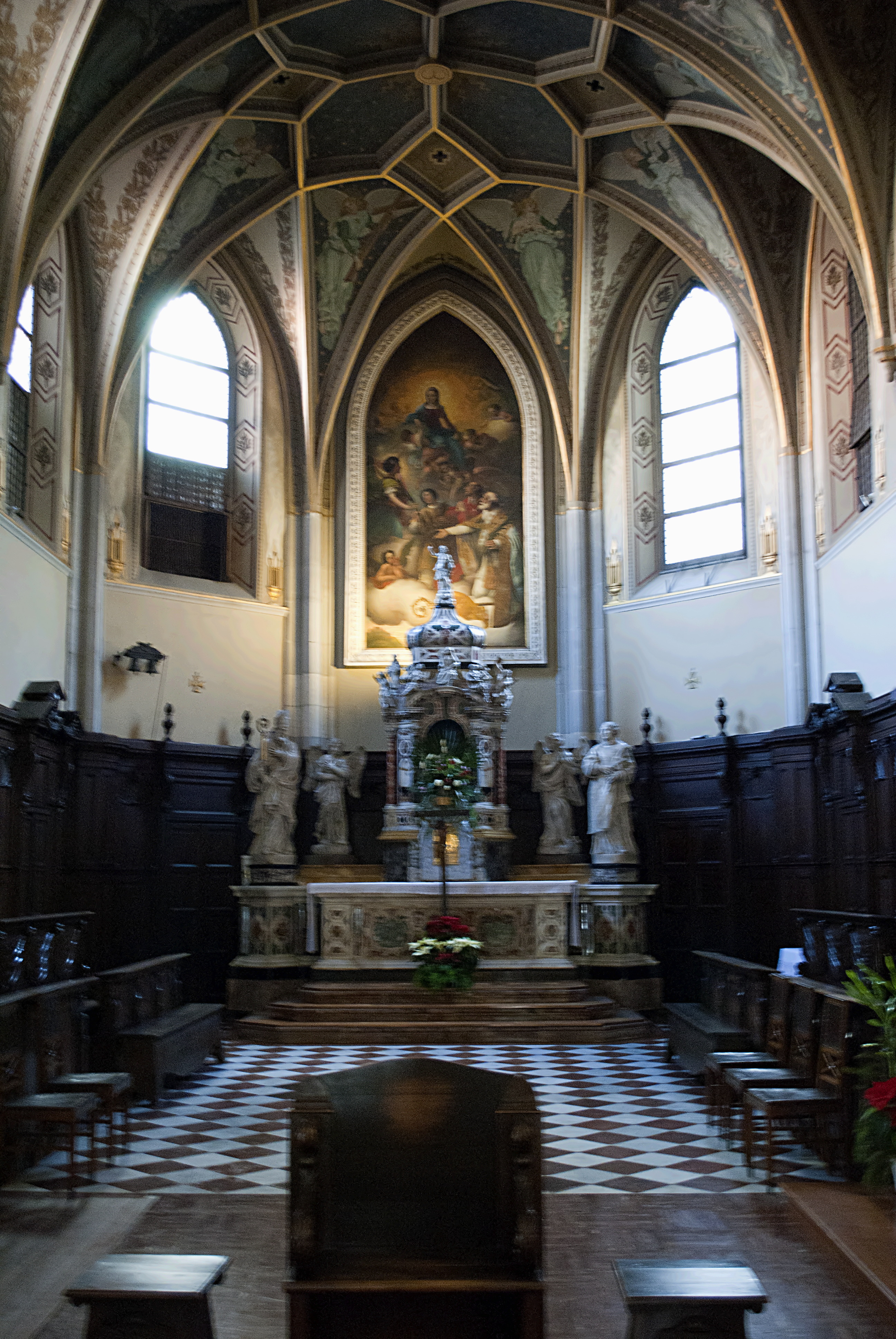
L'abside

Al principio del presbiterio pende una lampada di argento, di scuola friulana, del 1845. Questa sostituisce un'altra, donata da Maria Teresa ma rubata nel 1830. Subito dopo, un altare postbellico con ambone e balaustra: sopra le statue di due sante martiri aquileiesi, che facevano parte di un gruppo più ampio danneggiato dalla guerra. L'arco santo risale al 1526; ha perduto gli affreschi settecenteschi, ma ha conservato gli originali capitelli tardogotici, recanti foglie arricciate. Il soffitto del presbiterio presenta due campate chiuse da un semiottagono: le costolature si dipartono da sostegni a mensola o da pilastri. Gli affreschi sono opera di Enrico Miani. L'altare maggiore si è potuto solo grazie a recenti ricerche attribuirlo con una certa sicurezza a Giovanni Pacassi, che lo compose tra il 1705 e il 1707. È ricco di marmi policromi: sotto un cupolino a cipolla, presenta diverse figure, non tutte identificate, tra cui i Santi Antonio e Francesco. Il tabernacolo risale alla seconda metà del ‘700. Le statue dei Santi Ilario e Taziano e quella dei due angeli sono attribuite a Pietro Baratta. Sulla parete in fondo, una tela di Giuseppe Tominz con la Vergine cui si volgono i Santi Ilario e Taziano, del 1823. Gli stalli per i canonici e la cattedra vescovile sono ravvivati da tredici scene raffiguranti i versetti del Paternoster: sono opera di Giuseppe Bernardis, che le intagliò tra il 1834 e il 1836. Nelle pareti soprastanti, epigrafi ricordano il passaggio o l'opera di vari papi (tra cui Giovanni Paolo II che a Gorizia passò il 2 maggio 1992).

#### Cappella di Sant'Acazio
Si trova in fondo alla navata destra, di fianco al presbiterio. Sorse per volere di un certo Michele cappellano di Santo Spirito nel 1471. È senza dubbio l'ambiente tardogotico meglio conservato della chiesa: presenta copertura con volta a stella con quattro punte in combinazione con una a crociera. Al centro della volta, i simboli degli evangelisti, negli spicchi si hanno invece sedici angeli suonatori. Ebbe varie vicissitudini: fu fino al 1918 sagrestia, poi negli anni '20 del XIX secolo fu demolita la separazione dalla navata destra, e vi furono posti un fonte battesimale e l'altare di Sant'Anna, che si trovava nell'omonima cappella e risale al ‘300, ospitante tele ottocentesche del sardo Annibale Strata. Nel 2014 l'altare di Sant'Anna è stato rimosso per valorizzare l'originaria architettura gotica ed è stato donato alla chiesa parrocchiale di San Gottardo di Mariano del Friuli.
Nelle pareti, murate diverse pietre tombali. Dalla cappella si dipartono le scale che conducono alla cripta dove riposano i quindici arcivescovi di Gorizia.

#### Organo a canne
Sulla cantoria in controfacciata, si trova l'organo a canne, costruito tra il 1928 e il 1929 da Beniamino Zanin
Lo strumento è a trasmissione pneumatica e la sua consolle, indipendente, ha due tastiere di 61 note ciascuna e pedaliera concava di 30 note. La cassa all'interno della quale è racchiuso presenta una mostra composta da tre cuspidi di canne di principale intervallate da colonne tortili.

#### Sagrestia
Si può raggiungere direttamente dalla cappella di Sant'Acazio. Nella sagrestia c'è l'altare settecentesco di San Pietro in cattedra, ivi trasportato nel 1925 dalla navata destra, probabilmente attribuibile ai Pacassi, così come la Pesca miracolosa raffigurata nell'antependio. Vi è inoltre una pala di Giuseppe Battig del 1841 con S. Pietro affiancato da Paolo e Caterina d'Alessandria. Sulla parete, i ritratti degli arcivescovi: quello all'arcivescovo Giuseppe Walland (morto nel 1834) è opera di Giuseppe Tominz.

#### Navata destra

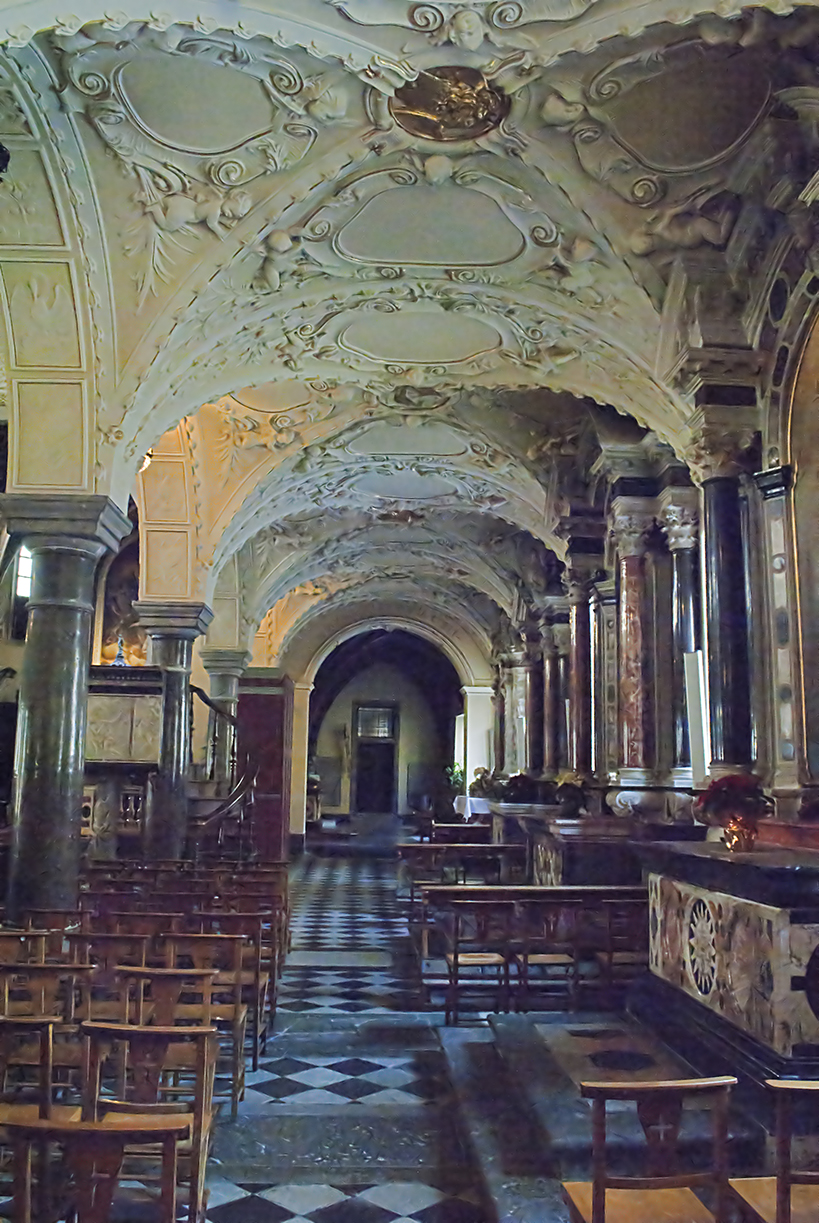
La navata laterale di destra

Nella navata destra sono ospitati oggi 5 altari, ma nel tempo ce ne furono fino a 7. Dal fondo, il primo è quello dedicato ai Tre Re, su interessamento dei Formentini, e presenta una copia del quadro della Madonna di Montesanto. Possiede mensa ad urna e decorazione vivace. Il successivo è dedicato a San Giuseppe, e fu edificato su iniziativa degli Antonelli-De Grazia, il cui stemma li ricorda. Segue la pietra tombale di Anna Maria Formentini de Rochpach, morta nel 1619. Il terzo altare è dedicato a San Giuseppe, e fu edificato su iniziativa degli Antonelli-De Grazia, il cui stemma li ricorda. Racchiude una pala di Giuseppe Battig del 1844 (S.Giuseppe, il Bambino Gesù e un cherubino); un cronogramma ci informa però che l'altare risale al 1713. Il successivo è quello dell'Annunciazione, detto anche degli artesiani (artigiani), eretto nel 1680: ospita una pala di fattura veneta, forse di qualche allievo di Palma il Giovane. L'ultimo altare, del Nome di Gesù o delle Anime, opera dell'omonima confraternita, ospita una pala con S. Teresa del Bambino Gesù, opera di E. Galli (1929) a sostituirne una precedente distrutta dagli eventi bellici. Nel pavimento diverse pietre tombali del ‘600 e ‘700.

#### Navata sinistra
Dall'entrata proseguendo verso il fondo si notano subito le pietre sepolcrali del XVII e XVIII secolo, come in altre parti della chiesa. Il primo altare che si incontra, quello del Crocifisso, fu costruito su volere della famiglia Torriani nel 1588, nel paliotto Veronica che terge il volto di Cristo caduto sotto la croce, forse di G.B. Zipperla, e risale alla fine del ‘700. L'altare successivo fu costruito su interessamento dei Fratelli della Dottrina Cristiana, mediante cronogramma agevolmente databile al 1713. Nell'antependio, l'Angelo custode sorretto da cherubini. L'altare ospitava una pala dell'Angelo custode, che ora si trova in sagrestia e al cui posto sta un S.Francesco di Fulvio Monai del 1985. Il terzo altare è probabilmente del Seicento, nell'antependio un vivace cromatismo di marmi. La pala, di Giuseppe Battig (1843) raffigura la Trinità che incorona la Beata Vergine. L'ultimo altare, recante lo stemma della famiglia Orzone, è dedicato ai SS. Fabiano e Sebastiano, del primo Settecento; la pala è probabilmente tardocinquecentesca.

#### Cappella del Santissimo

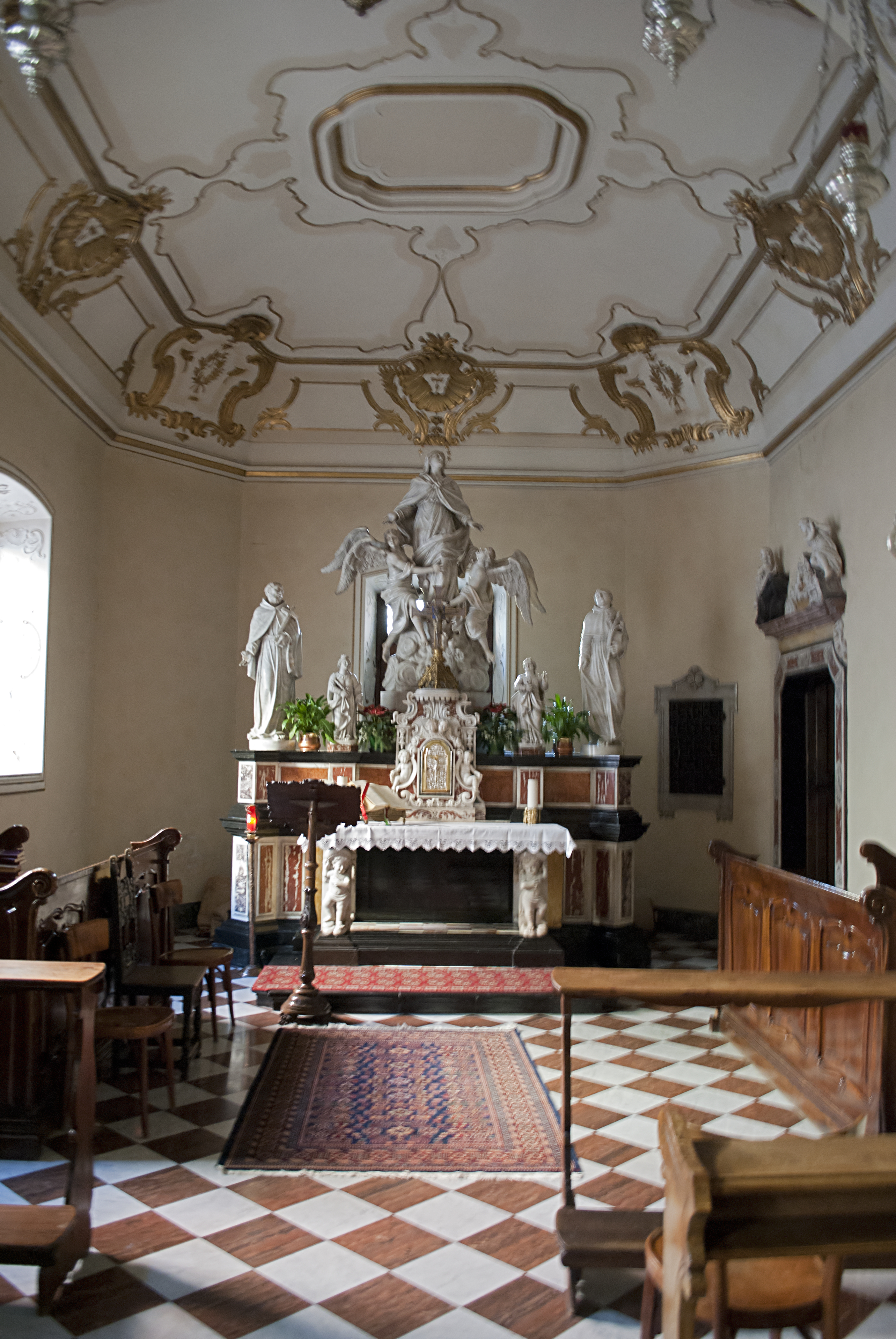
La cappella del Santissimo Sacramento

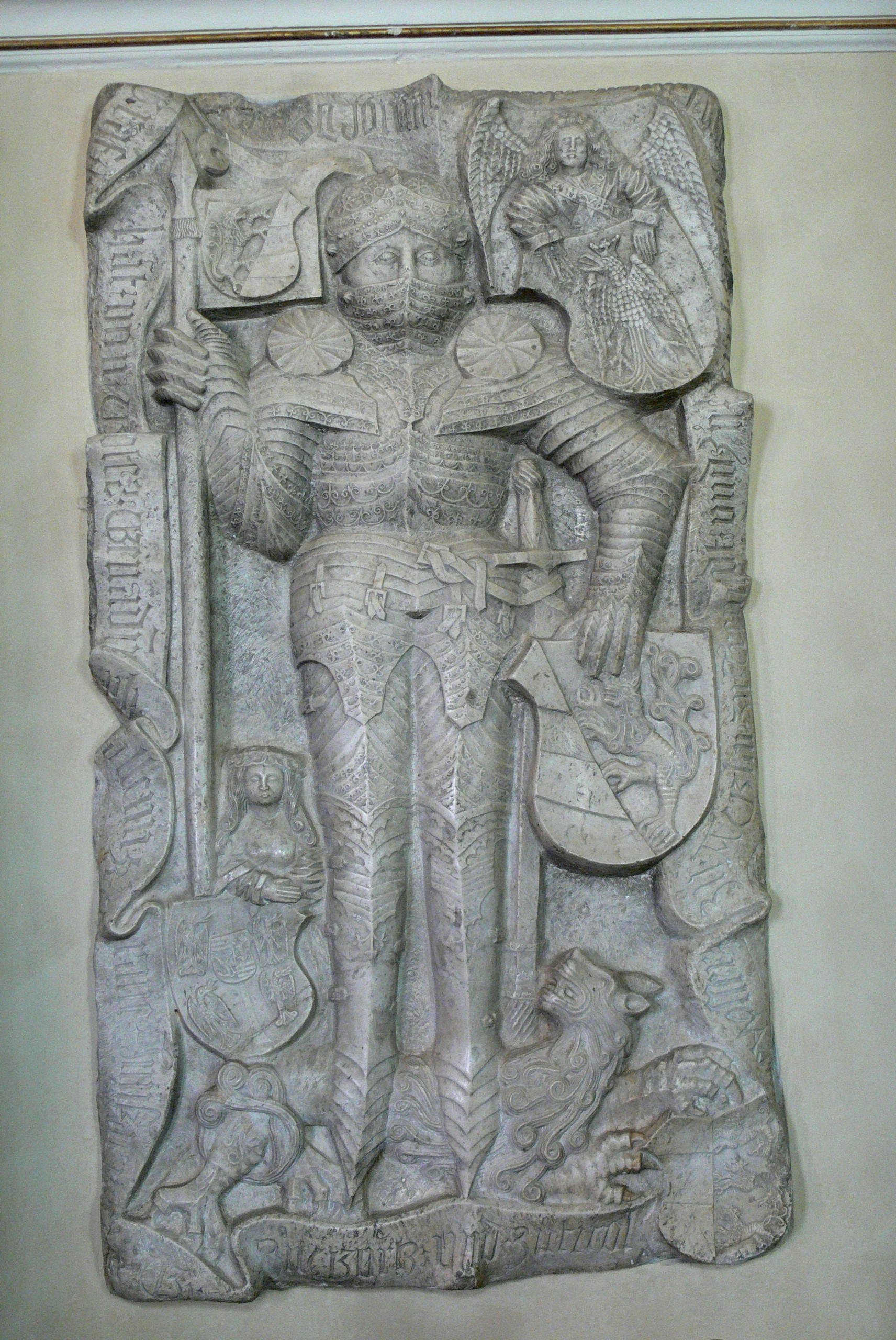
Cenotafio di Leonardo, ultimo conte di Gorizia

La cappella del Santissimo, o del Sacramento, è nota dal 1342, ma subì rifacimenti che rendono la forma odierna completamente diversa dall'originale: grossomodo risale al 1866. Si trova in fondo alla navata sinistra, ed è stata per molti anni una specie di anticamera della Cappella del Tesoro, dalla quale la separava un'inferriata a difesa del tesoro stesso, e con la quale, essendo oggi il tesoro conservato altrove, forma un unico spazio. Il soffitto era stato affrescato da Antonio Paroli; i suoi affreschi, dopo varie coperture e restauri, furono definitivamente cancellati nel 1908. La balaustra è opera di Francesco Bensa. Sul fondo a destra, un'ala settecentesca che componeva l'altare maggiore, riadoperata da un altro spazio della chiesa. Tra le varie pietre tombali, spicca il cenotafio raffigurante Leonardo, ultimo conte di Gorizia che vi fu posto nel 1497, prima che il conte morisse (1500) e venisse sepolto a Lienz; è opera del lapicida Vito, probabilmente un goriziano. Le altre lapidi sono quasi tutte cinquecentesche.

## Il Tesoro
La parte originaria del tesoro goriziano si limita ad alcuni busti lignei dorati (raffiguranti i Santi Ilario, Taziano e Stefano), e due reliquiari, il tutto di fine ‘400. Il grosso del tesoro goriziano proviene da quello aquileiese, che fu spartito al pari della diocesi patriarcale tra Udine e Gorizia. Quest'importante parte comprende soprattutto pezzi risalenti al 1200, ma anche pezzi antecedenti o successivi. Successive donazioni furono fatte da Maria Teresa e da Carlo X. Molto è stato perso in seguito a furti. Il materiale non è visionabile al pubblico, in quanto non conservato più nel Duomo. I progetti di esporre i preziosi pezzi d'arte sono bloccati dalla mancanza di fondi.